# Omosessualità nell'antica Grecia

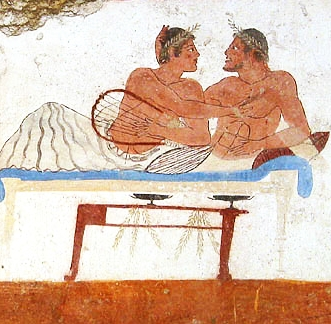
Un eromenos con il suo erastès durante un simposio. Affresco della Tomba del tuffatore.

Durante tutto il periodo dell'antichità classica, scrittori come Erodoto, Senofonte, Platone, Ateneo di Naucrati e molti altri hanno esplorato gli aspetti riguardanti l'amore tra persone dello stesso sesso nell'antica Grecia. La forma più diffusa e socialmente significativa di rapporti sessuali tra persone dello stesso sesso in terra ellenica consisteva tra uomini adulti e giovani entrati nella pubertà o adolescenti, sistema questo conosciuto comunemente col termine di pederastia; inoltre anche il matrimonio tra uomini e donne nell'antichità era strutturato con la stessa differenza d'età, con uomini sulla trentina che generalmente assumono mogli nei loro primi anni dell'adolescenza.
Anche se i rapporti tra uomini adulti sussistevano, seppur in misura notevolmente minoritaria, con almeno uno dei membri di ciascuna coppia che assumeva un ruolo sessuale passivo, essi contravvenivano alle rigide convenzioni sociali che venivano in tal maniera gravemente disattese. Non è chiaro infine come fossero considerati tali rapporti fra le donne e come venissero veduti nella società in generale, ma esistono in tal senso esempi fin dal tempo della poetessa di Lesbo Saffo.
Gli antichi greci non concepivano l'orientamento sessuale come un identificatore sociale. La società greca non ha distinto il desiderio o il comportamento sessuale dal sesso di appartenenza dei partecipanti, ma piuttosto per il ruolo che ciascun partecipante giocava all'interno del rapporto e nell'atto sessuale, ovvero se fosse stato dominante o dominato. Questa polarizzazione tra attivo e passivo entrava in corrispondenza con i ruoli sociali dominanti e sottomessi: il ruolo attivo, anche nella penetrazione, è stato associato da sempre con la mascolinità, pertanto appartenente allo status sociale più elevato e all'età adulta, mentre il ruolo passivo è stato assimilato con la femminilità, con lo status sociale più basso e con la primissima gioventù.

## Possibili origini iniziatiche della sessualità tra maschi
La forma più comune di relazioni omosessuali tra maschi in Grecia è stata la paiderastia, col significato di amore nei confronti dei ragazzi; era una relazione intrapresa tra un maschio più anziano ed un giovane adolescente e quest'ultimo veniva considerato un "ragazzo" fino a che non gli cresceva la prima barba. L'uomo più anziano si definiva erastès ed era colui in grado di educare, proteggere, amare e fornire un modello di virtù per i suoi eromenos, i cui maggiori valori erano la bellezza e la gioventù.
Le radici della pederastia greca si possono intravedere nel passato tribale della Grecia, precedentemente all'ascesa delle città-stato polis, come unità di organizzazione politica; queste comunità tribali sono state da subito organizzate per fasce d'età: quando giungeva il momento per un ragazzo di abbracciare la fascia d'età degli adulti e di diventare un uomo a tutti gli effetti, avrebbe dovuto lasciare la propria tribù di appartenenza in compagnia di un uomo più anziano per un periodo di tempo che veniva a costituire un rito di passaggio. L'uomo già adulto sarebbe stato tenuto ad educare i giovani nelle vie predisposte dalla vita greca e soprattutto alle responsabilità della vita adulta. Tutto questo s'intravede già ben compiuto nell'arcaica pederastia cretese.
Il rito di passaggio subito dai giovani greci nella preistoria tribale della loro nazione si è, come detto, evoluto nella forma comunemente nota della pederastia greca in seguito all'ascesa delle città-stato. I ragazzi greci non lasciavano i confini della comunità, ma piuttosto si appartavano con uomini più anziani entro i confini stessi della polis; questi uomini, come i loro omologhi in precedenza, svolgevano un ruolo educativo ed istruttivo nella vita dei loro giovani compagni. Allo stesso modo, proprio come in passato, condividevano un rapporto sessuale con i loro ragazzi. Il sesso penetrativo comunque, è bene sottolinearlo, era prevalentemente stato visto come umiliante per il partner passivo e fuori della norma socialmente accettata, e si attuava di preferenza quindi il sesso intercrurale (tra le cosce), soprattutto nella pederastia ateniese.
Un codice sociale assai elaborato governava la meccanica della pederastia greca. Era dovere di un uomo adulto far conoscere in pubblico il ragazzo che aveva colpito la sua fantasia, d'altra parte era visto come socialmente appropriato per il più giovane fare per un certo periodo di tempo il ritroso prima di capitolare ai desideri del suo mentore. Questo periodo di attesa permetteva al ragazzo di garantire che il suo corteggiatore non fosse semplicemente interessato a lui per meri scopi sessuali, ma di intenderne l'aspetto più genuino ed emozionante per lui prima che gli venisse assunto il ruolo di mentore assegnatogli nel paradigma pederastico.
Il limite di età per intraprendere la pederastia in Grecia sembra essere quello dei dodici anni. Intrattenere rapporti sessuali con un bambino di età inferiore era considerato del tutto inadeguato, ma nessuna prova esiste di eventuali sanzioni penali collegati ad un tale tipo di pratica. Tradizionalmente, un rapporto pederastico poteva continuare fino alla crescita diffusa di peli sul corpo del ragazzo, momento in cui cominciava ad essere considerato un uomo adulto anch'egli; pertanto, il limite di età per il membro più giovane di un rapporto pederastico pare essere esteso dai 12 ai 17 anni di età all'incirca.
Gli antichi greci, nel contesto pederastico delle polis, sono stati i primi a descrivere, studiare, sistematizzare e stabilire la pederastia come istituzione sociale ed educativa, prova ne è data dai vari tipi che si erano diffusi. V'era difatti la pederastia spartana, la pederastia tebana e la pederastia ateniese tra le sue forme più importanti. Era un elemento importante nella vita civile, militare, filosofica ed artistica. C'è infine un certo dibattito tra gli studiosi sul fatto che la pederastia fosse diffusa in tutte le classi sociali o invero limitata in gran parte all'aristocrazia.

## L'erotismo greco
Sembra che i rapporti sessuali con i giovani maschi non potessero sollevare preoccupazioni in una società come quella greca, tranne che nel caso in cui essi fossero visti come alternativi o antitetici rispetto all'eterosessualità. Si poteva benissimo amare uomini e donne indistintamente, in quanto i Greci, nell'amore, cercavano il bello indipendentemente dal sesso di chi amavano.
Quel che destava preoccupazione, semmai, era il lasciarsi andare ai sensi; ma, a priori, con una donna come con un ragazzo, questo era considerato un amore volgare, effettuato solo per soddisfare le pulsioni tramite l'atto sessuale. I Greci definivano infatti virtuoso chi sapeva resistere alle tentazioni, come Socrate con Alcibiade nel Simposio.
Amare i ragazzi era una pratica permessa dalle leggi, nonché celebrata nei riti e dalla letteratura; diventavano oggetto di scherno però i ragazzi che si concedevano troppo facilmente, come anche quelli troppo effeminati; il rapporto tra uomini nell'antica Grecia sollevava comunque problemi morali di grande complessità, specialmente nell'amore perfetto, ovvero quello tra un adulto (attivo) e un giovane (passivo) che non avesse ancora completato la propria formazione; esso era parte dell'educazione (paideia), all'amore in questo specifico caso.
Mentre l'amore tra due giovanissimi era cosa ordinaria, a prescindere dai ruoli, il rapporto tra uomini adulti poteva a volte venire elogiato per la tenacia con cui era mantenuto, ma poteva anche essere fatto oggetto di scherno da alcuni, come fa Aristofane nelle sue commedie, poiché la passività era estremamente malvista in un adulto; questi tipi di rapporto non provocavano comunque grandi dibattiti sulla morale, alimentati solo dai rapporti con grande differenza d'età.
Questi, quando ben eseguiti, erano considerati rapporti d'amore perfetto; ma per ben praticare questo tipo di amore si doveva sottostare a precise e strettissime regole, quasi iniziatiche. L'amante doveva mostrare il proprio ardore per poi moderarlo, servire l'amato e concedergli regali. L'amato, invece, doveva evitare di concedersi facilmente, ricompensare l'amante per servigi e regali e, soprattutto, concedersi senza superficialità, mettendo alla prova l'amante.
Il rapporto tra adulto e ragazzo è estremamente diverso dai rapporti con le donne. È per prima cosa aperto, nel duplice senso di poter essere svolto ovunque (il rapporto matrimoniale prevedeva invece una separazione dell'uomo dalla donna in sfere d'influenza maschili o femminili) e che il risultato del proprio corteggiamento è imprevedibile, perché il ragazzo ha il pieno diritto di rifiutare le proposte dell'amante; la donna era invece sottoposta alla direzione dell'uomo. Altra problematica era l'età del ragazzo. Alla sua prima barba, non sarebbe più stato conveniente per lui lasciarsi andare a certi amori, così come l'adulto sarebbe stato oggetto di critiche. Gli stoici erano criticati per estendere questi rapporti fino ai 28 anni, ad esempio.
Non erano esenti da critiche neanche gli amori con ragazzi troppo giovani, perché la tenera età non permetteva di conoscere il vero valore dell'amato.
L'attenzione data all'età ha poi contribuito a rendere il corpo dell'adolescente sinonimo di perfezione, giovane e delicato di forme, specialmente se in lui la virilità non è ancora presente ma se ne intravedevano i futuri tratti. Quando il ragazzo non era più in età d'amori, era necessario convertire il rapporto d'amore in amicizia, e questa, a differenza dell'amore, era duratura perché non più legata alla bellezza ed annullava le distanze tra uomo e ragazzo; quest'ultima si poteva instaurare già durante il rapporto amoroso, costituendo un esempio virtuoso.
Altre differenze col rapporto matrimoniale si trovano poi nella presenza dell'eros. Nella vita matrimoniale esso può anche non sussistere; nel rapporto tra uomo e ragazzo, esso è motore del tutto, complice la libertà del ragazzo di rifiutare le attenzioni.

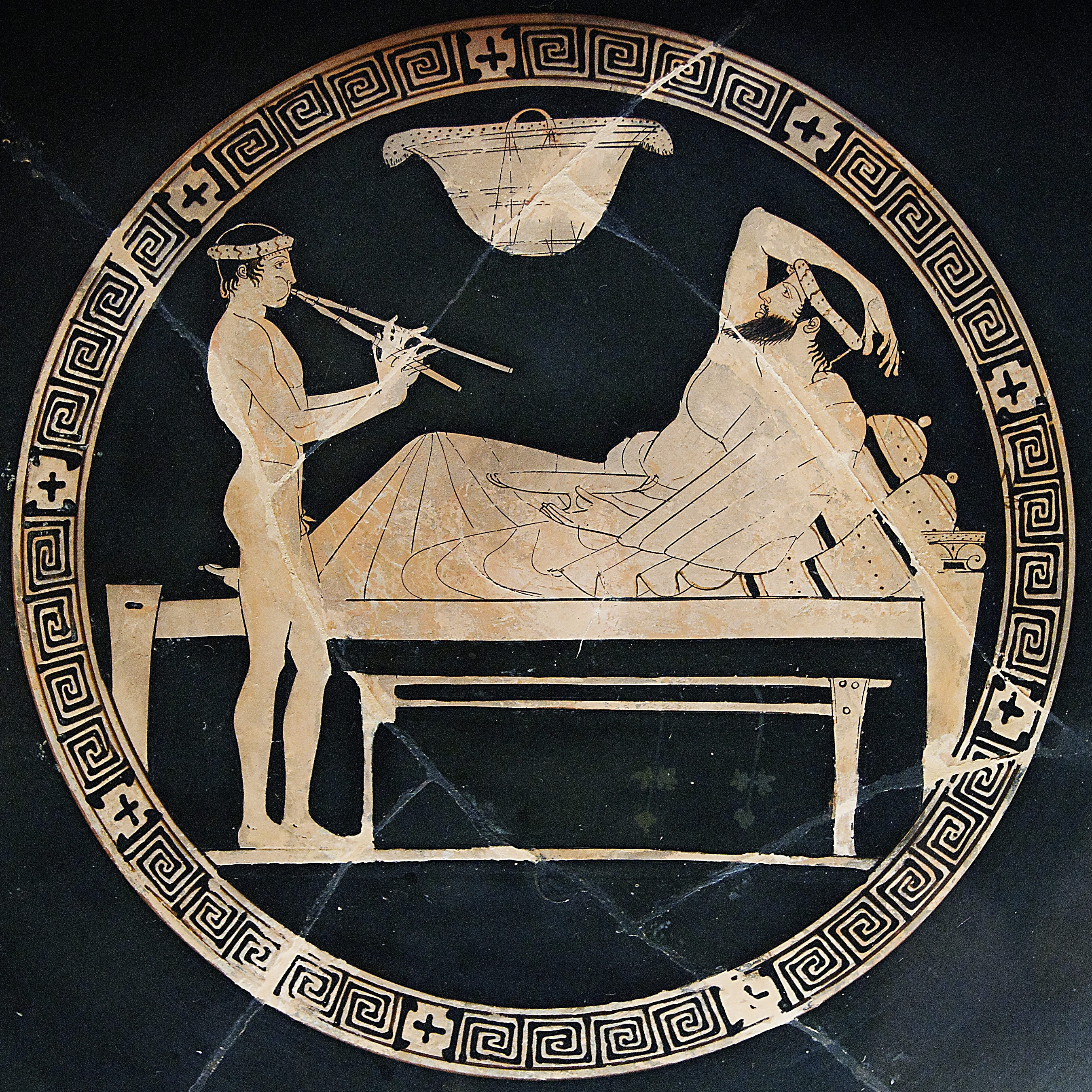
Un giovane "eromenos" alletta il suo "erastes" suonando il flauto (aulos), vaso a figure rosse conservato al Museo del Louvre

### L'onore di un ragazzo
Dall'Eroticos di Demostene ricaviamo molte informazioni sulle pressioni a cui era sottoposto il giovane nei rapporti tra uomo e ragazzo. Il giovane amato, essendo tale per la propria nobile natura, non doveva mai e poi mai comportarsi in maniera tale da essere ricoperto d'infamia.
L'onorabilità andava preservata non tanto per salvaguardare la possibilità di sposarsi (come avveniva invece per le ragazze durante il medioevo) quanto perché, se essa non fosse stata mantenuta, il futuro status del ragazzo nella città poteva essere compromesso. Il giovane aveva pertanto l'obbligo di preservare la propria virtù e di impegnarsi a preservare quella dei giovani una volta divenuto adulto; l'adolescenza era quindi per lui una prova in cui veniva verificata la propria virtù. Una volta diciottenne, veniva sottoposto alla docimasia, esame con cui si veniva abilitati a ricoprire cariche pubbliche, e la sua condotta morale durante l'adolescenza era presa in esame.
Il giovane diveniva onorabile nel caso in cui assumesse una buona postura, parlasse bene e frequentasse gente virtuosa, tutti punti saldi dell'educazione greca; ma, soprattutto, se si comportava bene in amore. L'autore reputa degno non tanto chi non si concede mai, ma chi lo fa nel giusto.
Se però il testo dà diverse indicazioni sui comportamenti da tenere nel rapporto, non ne dà alcuna al riguardo del rapporto fisico in sé, a parte ricordare che egli deve rifiutare favori sessuali che lo portino al disonore, ma senza dire quali essi siano; possiamo ragionevolmente supporre che fossero le pratiche sessuali con cui un giovane finisce per diventare semplice oggetto nelle mani dell'amante o la pratica della prostituzione maschile.

### L'oggetto del piacere
Il motivo per cui il giovane perdeva la propria onorabilità nel concedersi come oggetto all'amante è da ricercarsi nel parallelismo tra rapporto sessuale e rapporto sociale. Se infatti il ruolo attivo veniva glorificato in quanto espressione di superiorità sul compagno, ne consegue che l'inevitabile passività dell'altro doveva portarlo a disistima.
Se con gli schiavi e con le donne non era un problema, in quanto i primi erano considerati oggetti, e non solo nella pratica sessuale, mentre le donne, concedendosi come sottomesse, non venivano biasimate (era considerato il loro ruolo naturale ed era anzi considerato degno di stima in quanto rispettavano lo status che la natura aveva loro imposto), con un ragazzo, cioè un uomo libero che in futuro avrebbe partecipato al governo della polis, il problema si poneva. La sua eventuale accettazione della passività, e pertanto inferiorità, avrebbe comportato, una volta divenuto adulto e sottoposto a dokimasia, gravi problemi. Nella massima forma di accettazione dell'inferiorità, cioè la prostituzione, ovvero il concedersi sia per denaro, sia per favori, al giovane sarebbe stato precluso ogni incarico pubblico (si veda a tal proposito l'orazione di Eschine intitolata Contro Timarco).
È questa la chiave per comprendere i diversi atteggiamenti dei Greci sul rapporto uomo-ragazzo; esso era glorificato in quanto il ragazzo era espressione della massima bellezza, ma era al tempo stesso considerato contro natura da alcuni in quanto femminilizzava, e rendeva quindi inferiore, un uomo libero.
Il problema di considerare il ragazzo oggetto di piacere era evidenziato anche dalle espressioni che i Greci utilizzavano per chiedere questi favori: «Faresti la cosa?» (Diaprettesthai to pragma?). Si esclude l'idea che il ragazzo possa provare piacere nell'atto sessuale con l'uomo; il motivo per cui egli vi si deve concedere è da ricercarsi nella stima che esso nutre per l'adulto. Il ragazzo si concede perché un uomo virtuoso e degno di lode che lo ami merita di essere ricompensato col favore sessuale; se questo ovviamente significa che è disprezzabile il ragazzo che prova piacere nell'atto sessuale con un uomo, non significa invece che egli debba concedersi con freddezza; anzi, deve essere felice di star dando piacere ad un uomo virtuoso.

## Omosessualità nelle forze armate
V'è infine un'antica e consolidata tradizione di rapporti sentimentali e amorosi tra commilitoni nel mondo militare greco.
Durante la marcia dei diecimila, secondo quanto ne dice Senofonte in Anabasi IV 1, 14 molti tra i soldati furono accompagnati durante il loro viaggio da bei ragazzi raccolti lungo la strada.

## L'amore tra uomini adulti
Data l'importanza estrema nella società greca di coltivare l'onore e il coraggio, identificati da sempre come valori ideali mascolini per eccellenza, e l'effetto percepito come femminilizzante per il partner che assumeva un ruolo sessuale passivo, le relazioni amorose durature nel tempo tra uomini adulti di eguale status erano molto rare e solitamente associate ad uno stigma sociale.
Era considerato in maniera molto più problematica però solo il partner passivo della coppia, o comunque visto come tale (il più effeminato ad esempio), in quanto continuare a mantenere un ruolo 'sottomesso' anche dopo aver raggiunto l'età adulta abbassava quell'uomo al livello inferiore caratteristico degli esseri femminili. Vi sono ampie prove di ciò all'interno del teatro di Aristofane, che deride col suo sarcasmo pungente questi uomini adulti che "avevano fatto di se stessi una donna", attirandosi in tal modo addosso l'obbrobrio sociale ed accumulato sopra di sé la vergogna-atimia.

### Coppie maschili mitologiche

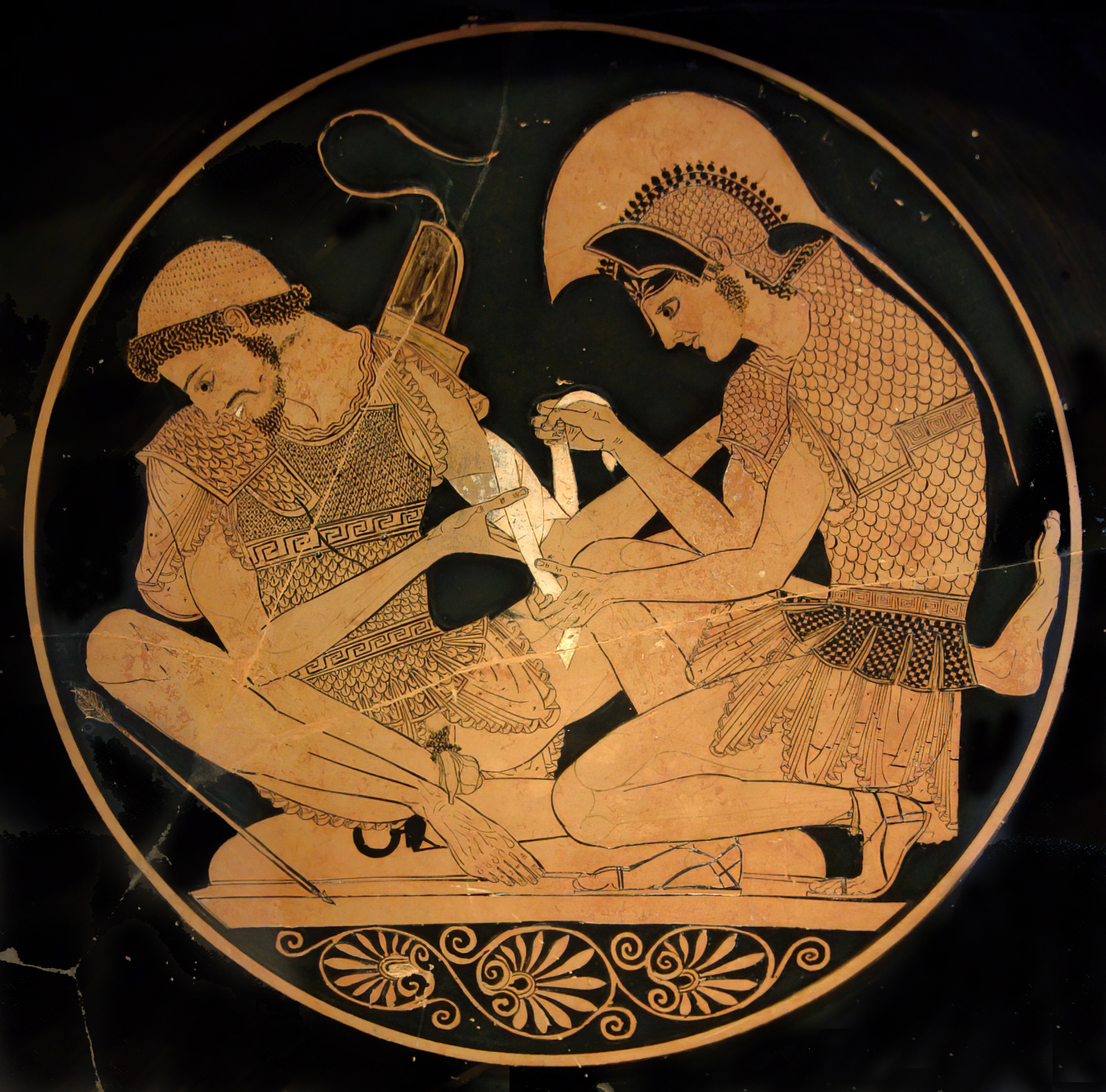
Achille benda Patroclo, kylix a figure rosse di produzione attica.

La prima apparizione registrata di un profondo legame emotivo tra uomini adulti nell'antica cultura greca risale addirittura all'Iliade di Omero (poema databile intorno all'800 a.C.) con le figure di Achille e Patroclo. Occorre sottolineare e precisare che Omero non descrive mai il rapporto intercorrente tra i due come esplicitamente sessuale.
Si cominciò quasi subito però a sottolineare la differenza di età presunta tra i due (facendo così rientrare il rapporto all'interno della socialmente accettata pederastia); Patroclo viene difatti spesso ritratto nei dipinti e sulle ceramiche come un giovane uomo con la barba, mentre Achille è un ragazzo attraente sui 18-20 anni.
Eschilo, nella sua tragedia intitolata I Mirmidoni (V secolo a.C.), pervenutaci solo a frammenti e facente parte originariamente di una trilogia dedicata all'eroe greco, dice che Achille, appena venuto a sapere che Patroclo è morto al posto suo (il giovane s'era difatti travestito da ragazza per evitare di partecipare alla guerra di Troia), decide a questo punto di non nascondersi più e parte con l'intento di vendicare il suo amatissimo compagno, questo anche dopo che gli dèi lo avvertirono che tal scelta gli sarebbe costata la vita. In un altro dei frammenti superstiti, Achille parla chiaramente di «una unione devota delle cosce», indicante il sesso intercrurale (quello specifico dei rapporti pederastici tra erastes ed eromenos [framm. 135]).
Il personaggio di Fedro nel Simposio di Platone afferma che la bellezza di Achille, caratteristica questa sottolineata più volte nel testo, qualificava l'eroe semi-divino come eromenos del guerriero umano Patroclo
L'attaccamento affettivo-sentimentale di Achille a Patroclo divenne via via col tempo un legame archetipico maschile, riassunto successivamente nella cultura classica con l'amore-amicizia tra Eurialo e Niso, Cidone e Clizio, Ati e Licabas, coppie di commilitoni che volentieri affrontano il pericolo e la morte l'uno accanto all'altro. Da notare, nel caso di Ati e Licabas, il forte parallelismo con i due personaggi omerici; il primo, l'eromenos, è infatti semidio come Achille, mentre l'altro, al pari di Patroclo, è un comune mortale.

### Coppie maschili storiche adulte
Tra le coppie storiche di sesso maschile, in cui entrambi i compagni avevano ormai raggiunto la soglia dell'età adulta, i nomi più conosciuti sono quelli del poeta drammaturgo Agatone che conviveva con l'amante Pausania quando già entrambi avevano superato la trentina.
Il presto mitologizzato amore tra Alessandro Magno e il suo carissimo amico d'infanzia Efestione è a volte considerato essere dello stesso ordine. Eliano, raccontando della visita fatta da Alessandro ed Efestione a Troia, narra che il primo fosse andato a deporre una corona di fiori sulla tomba di Achille, mentre il secondo avesse fatto la stessa cosa su quella di Patroclo (Eliano, Storie XII, 7). Entrambi si sarebbero infine giurati proprio lì fedeltà ed amore eterno.

### Personaggi storici coinvolti in relazioni omosessuali

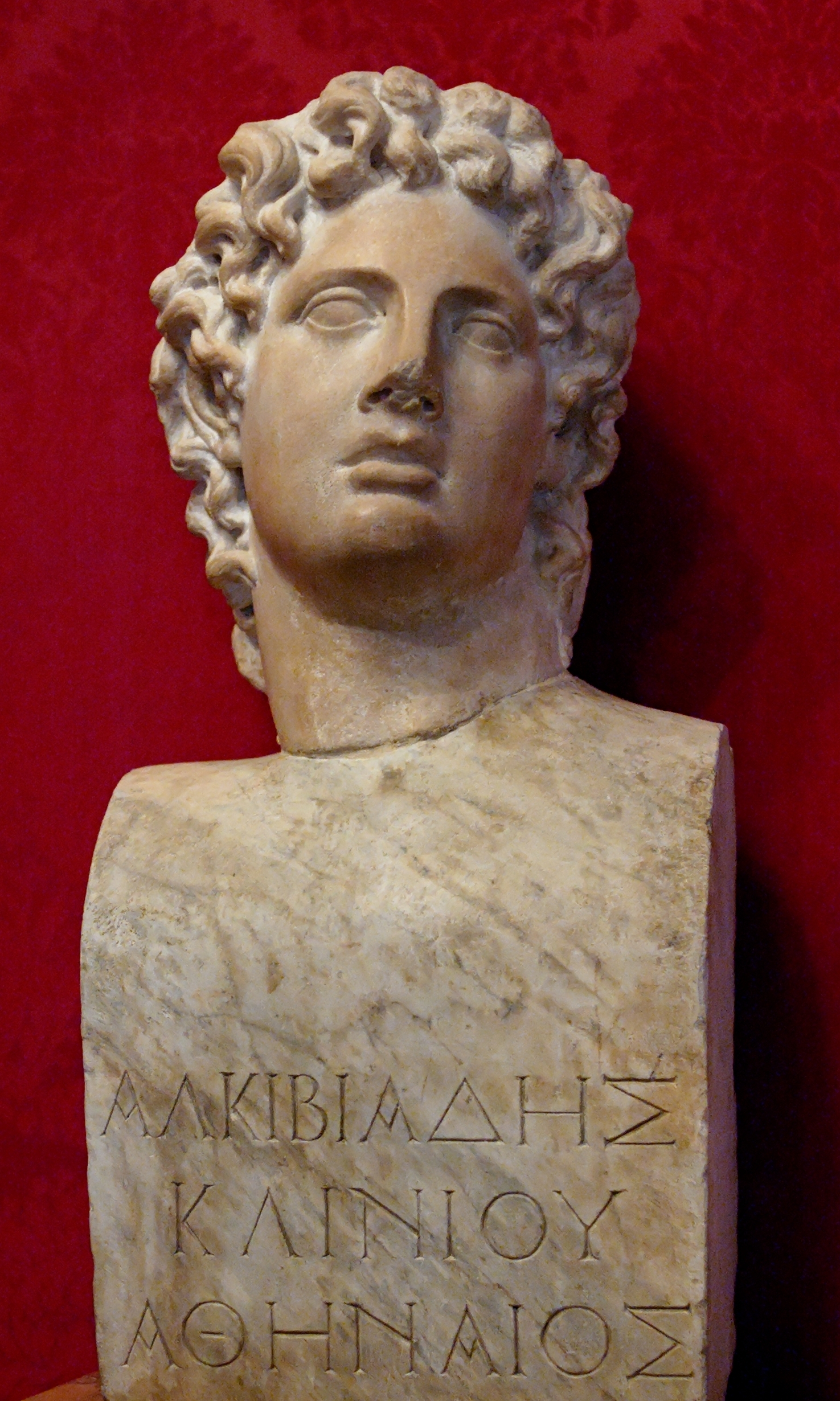
Busto di Alcibiade. Musei capitolini

Gli autori antichi raccontano molte storie d'amore riguardanti personalità di fama del loro tempo.
- Il filosofo Parmenide aveva un amante di nome Zeno (Platone, Parmenide 127ter)
- Empedocle dedicò la propria poesia filosofica al giovane amante di nome Pausania (Diogene Laerzio, VIII 60). Lo stesso Empedocle fu in gioventù il prediletto del maestro Parmenide (Empedocle, fr. A2)
- Eudosso di Cnido era l'amico intimo del medico Feomedonta (Diogene Laerzio, VIII 86)
- Gerone I, tiranno di Siracusa, era follemente innamorato del bel Dailoha (Senofonte, Ierone I 31); mentre Dionigi il Vecchio ordinò l'esecuzione del suo amante temendo per la propria vita (Cicerone, Tuscolane V 20)
- Il re di Sparta Pausania condannò a morte l'amante Argila, temendo che questi stesse complottando alle proprie spalle (Tucidide, La guerra del Peloponneso 132-33).
- Il re Agesilao II in gioventù era stato amato da Lisandro il quale lo aiutò successivamente ad ottenere il potere (Plutarco, Agesilao 2)
- Archidamo I di Sparta si trovò innamorato del demagogo ateniese Cleone (Senofonte, Storie V 4)
- Epaminonda, generale tebano, morì al fianco del suo amato durante la battaglia di Mantinea (Cornelio Nepote, Epaminonda 4)
- Alcibiade adolescente, di cui tutti gli ateniesi erano innamorati, cercò in ogni modo ma inutilmente (a quanto pare) di sedurre il satiro Socrate (Plutarco, Alcibiade 4). Futuro amante di Alcibiade adulto fu Anito, uno degli accusatori dello stesso Socrate (Plutarco, Alcibiade 4)
- Temistocle e Aristide in gioventù erano in competizione per conquistare l'amore d'uno stesso uomo (Plutarco, Temistocle 3 e Aristide 2)
- Alessandro, futuro re dell'Epiro, è stato amato da Filippo II di Macedonia (Justin. Epitome di Pompeo Trogo VIII 6, 5-8)
- Carissimo amico di Alessandro Magno e, secondo alcuni autori anche suo primo amante, era Efestione (Justin. Epitome di Pompeo Trogo XII 12, 11). Amante dello stesso Alessandro, dopo la sua vittoria sui persiani alla Battaglia di Gaugamela divenne l'eunuco adolescente Bagoas (Curzio Rufo. Storia di Alessandro Magno VI, 5, 23, X 1, 22-37; Plutarco. Alexander 67)
- Il tragediografo Euripide, già sulla settantina, era innamorato del bellissimo drammaturgo trentacinquenne Agatone.

### Poesia e commedia
Tra gli antichi poeti greci, attivi dall'età arcaica (700 a.C.) in poi, hanno lasciato versi di stampo omoerotico a volte anche molto accesi, come ad esempio lo spartano Alcmane, Simonide di Ceo, Teognide di Megara, e poi Ibico, Anacreonte e lo stesso Solone: della loro opera ci sono pervenuti pochi preziosi frammenti raccolti sotto il titolo complessivo di lirica greca.
In molte delle commedie di Aristofane sono rappresentati personaggi omosessuali, per lo più con intento satirico e di scherno, mostrando inoltre una decisa antipatia nei confronti dell'effeminatezza.
- Pindaro, oltre a celebrare eventi sportivi come le Olimpiadi antiche con poemi in onore dei vincitori, si rivolge anche spesso al suo giovane amante "dal fresco corpo adolescente"... (framm 123). Bacchilide rimarrà sempre poeticamente il suo maggior rivale ed antagonista, anche in questo campo (X, 39-45).
- Tra i poeti del periodo ellenistico, fra i maggiori cantori dell'amore pederastico, abbiamo Callimaco e Meleagro.

### Filosofia

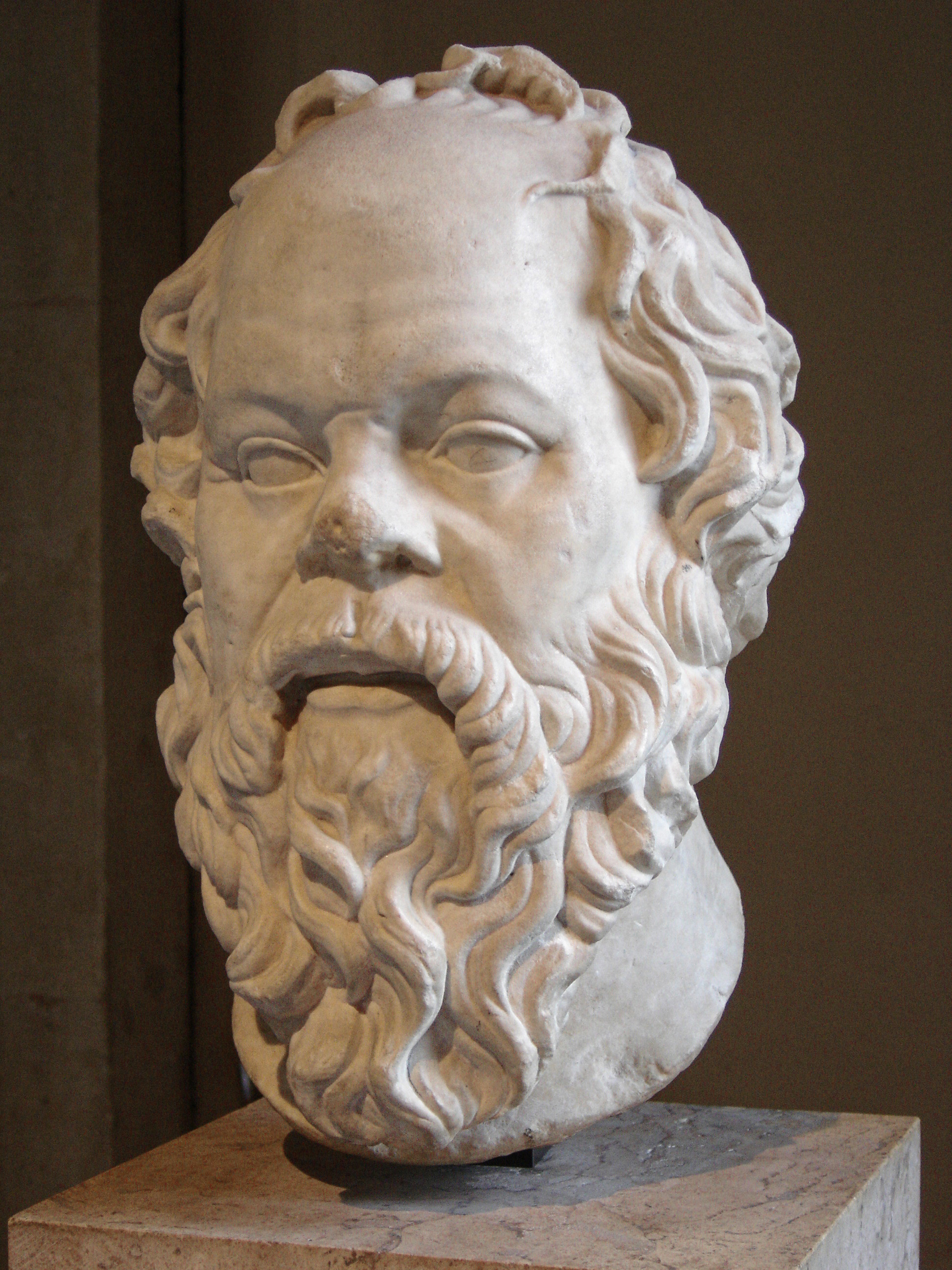
Busto di Socrate conservato al Louvre

Parmenide per primo tenta di spiegare la comparsa del popolo degli esseri femminei nel suo poema filosofico intitolato "Sulla Natura" (Parmenide, fr. B18). Ippocrate attribuisce questa "miscelazione scombinata" al momento del concepimento (Ippocrate. Su una dieta I 28).
Socrate è stato da par suo spesso considerato un apologeta dell'amore nei confronti dei bei ragazzi. I Dialoghi di Platone sono una vivida immagine dei costumi ateniesi: l'amore verso gli adolescenti non dev'essere, per l'autore, fine a se stesso, bensì un mezzo per ascendere alle vette della suprema conoscenza teorica.
Aristotele nell'Etica Nicomachea (1148b 24-30), afferma che «fare all'amore tra maschi» è uno dei «comportamenti bestiali» .
Con la graduale soppressione della pederastia istituzionalizzata si aprì un vuoto nella società Greca e ciò favorì un progressivo aumento della tolleranza e accettazione di contatti sessuali tra uomini liberi e schiavi, dall'inizio del III secolo a.C. in avanti, con un conseguente allentamento e quindi annullamento del suo valore pedagogico per scadere sempre più in mera prostituzione maschile.

### Arte
Amante dello scultore Fidia era il giovinetto Pankart di Elea (Pausania. Descrizione della Grecia 11 V, 3): l'artista ne incise il nome sul dito della statua di Zeus Olimpio (Clemente di Alessandria. Esortazione ai Gentili 53, 4).

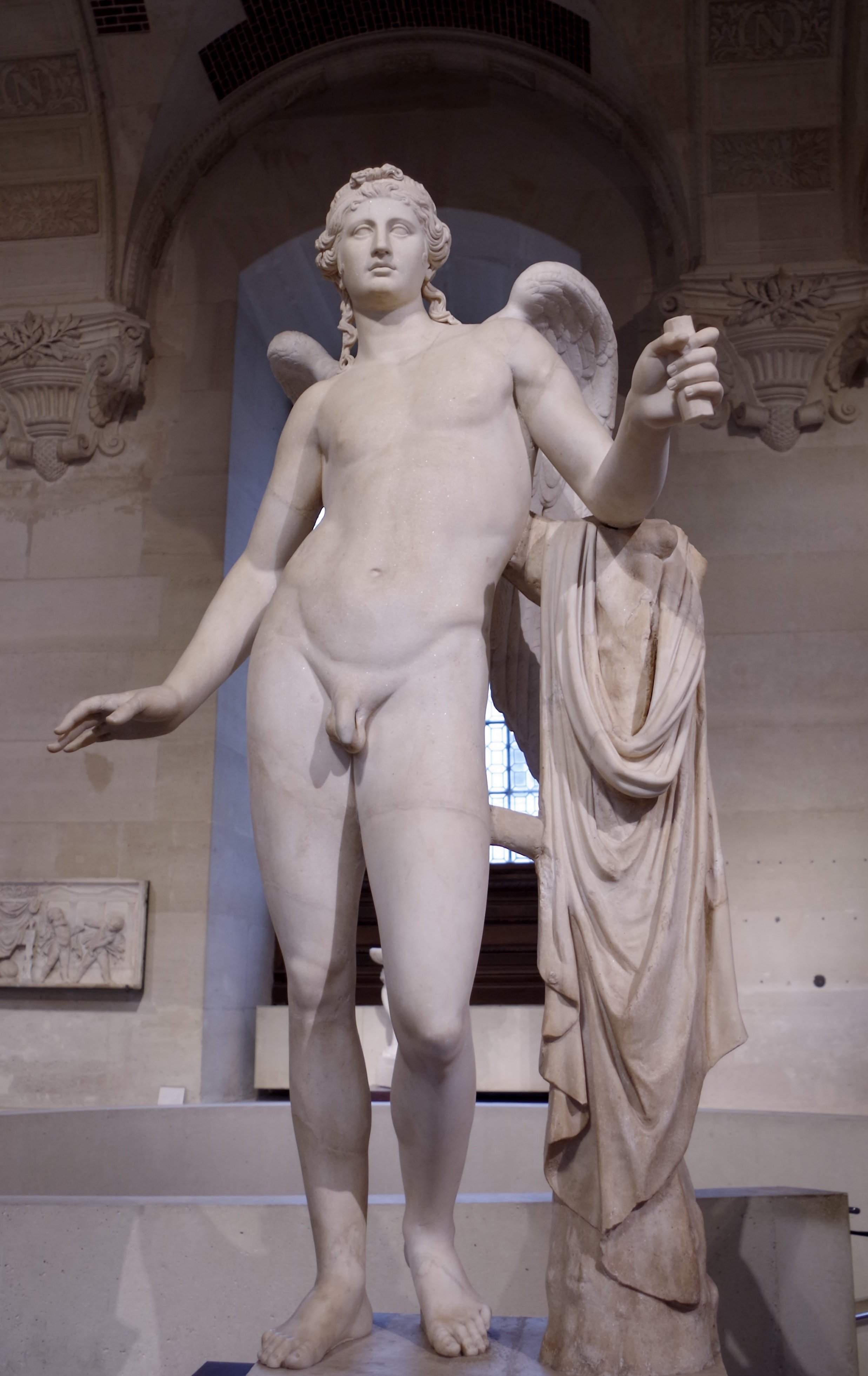
L'Eros di Prassitele

La scultura di Eros fatta da Prassitele era così bella che un giovane di Rodi se ne innamorò talmente tanto da lasciare sul marmo la "traccia bagnata" del proprio amore (Plinio il Vecchio. Storia naturale XXXVI 22).

## Sessualità tra donne

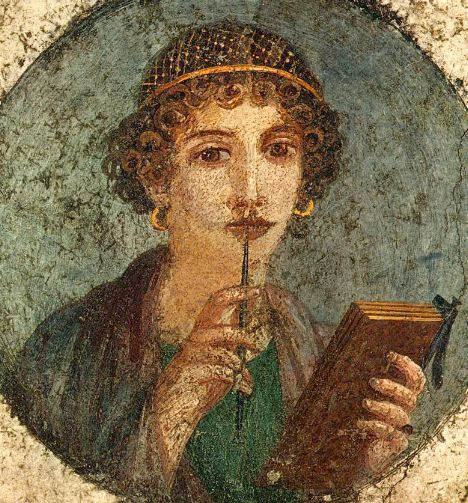
Affresco pompeiano che raffigurerebbe Saffo.

Le prime testimonianze di omosessualità tra donne sono note negli scritti della poetessa Saffo, proveniente dall'isola di Lesbo. La donna aveva aperto una scuola dove le fanciulle si riunivano per alcuni anni imparando a vivere, venendo iniziate anche dal punto di vista sessuale; ella scrisse altresì svariate poesie d'amore rivolte a fanciulle sue studentesse. L'amore in queste poesie a volte è ricambiato, talvolta invece no. Come risultato della sua fama nell'antichità, lei e la sua terra sono diventati emblematici dell'amore tra le donne.
Oltre ad essere una notevole autrice di poesia (ne sono sopravvissuti più di 600 frammenti), Saffo era anche a capo di quello che era conosciuto come un tiaso, comunità in cui anche le donne potevano ricevere una forma limitata di istruzione; però alle ragazze, in tali comunità tutte al femminile, capitava anche di sperimentare l'amore omosessuale. Come la polis si è evoluta, invece, il matrimonio è divenuto sempre più essere lo scopo finale e l'organizzazione della cultura femminile uno strumento integrato di esso. Dal momento poi in cui le donne sono sempre più state confinate nelle loro case (vedi le donne nell'antica Grecia) i thiasoi diminuirono sempre più la loro funzione originaria.
Alle ragazze veniva insegnato sin dalla più tenera infanzia che era loro peculiare dovere e destino nella vita quello di concedere il proprio amore solo a quegli uomini che sarebbero divenuti un giorno i loro mariti; da allora l'omosessualità femminile non ha più avuto luogo, per quanto se ne sa, entro i limiti di questa nuova organizzazione sociale.
Relazioni erotiche pedagogiche di tipo saffico sono inoltre documentate per quanto riguarda Sparta, insieme con la nudità atletica per le donne in egual misura a quella maschile. Platone nel Simposio (191e) cita donne che "non si preoccupano per gli uomini, ma che hanno grandi affetti femminili". In generale, comunque, le testimonianze e la rilevanza storica di amore e relazioni sessuali tra donne rimane molto scarsa.